# Nokia Arena
Nokia Arena je moderní multifunkční aréna v Tampere, vnitrozemském městě Finska. Aréna nese jméno Nokia po finské nadnárodní telekomunikační společnosti. Otevřena byla v roce 2021, její kapacita pro hokejové zápasy činí 13 455 diváků. Aréna byla speciálně postavena pro nadcházející mistrovství světa v hokeji v roce 2022, které se zde konalo i v roce 2023.

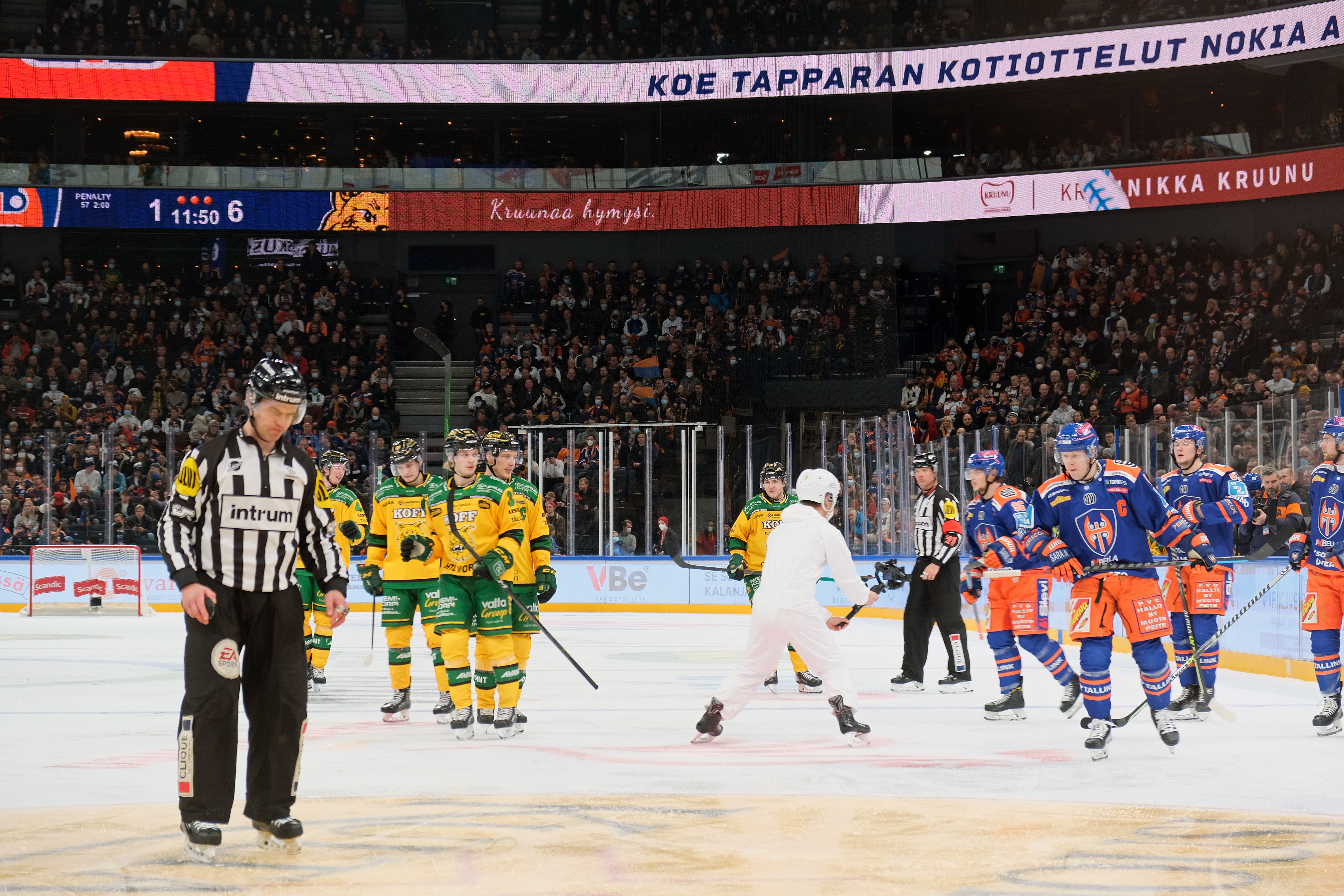
Zápas mezi Ilves (žlutá a zelená) a Tappara (modrá a oranžová) 3. prosince 2021 v Nokia Areně

Nokia Arena je domovskou arénou dvou profesionálních finských hokejových týmů: Tappara a Ilves-Hockey.